# Juan Francisco de Molina
Juan Francisco de Molina (ur. 1779, zm. 1878) – honduraski polityk; tymczasowy prezydent Hondurasu od 11 stycznia do 13 kwietnia 1839.